# José Luis Bilbao
José Luis Bilbao Mentxaka (Erandio, 8 settembre 1921 – 28 gennaio 2014) è stato un calciatore spagnolo, di ruolo centrocampista.

## Carriera

### Club
Cresciuto nella cantera dell'Athletic Bilbao, esordisce nella Primera División spagnola nella stagione 1944-1945, nella partita Sabadell-Athletic Bilbao (1-2) del 1º ottobre 1944.
Dopo otto stagioni con i Rojiblancos viene ceduto al Sporting Gijón, con cui disputa altre due annate nel massimo campionato spagnolo, ritirandosi dall'attività nel 1953.

## Palmarès

### Competizioni nazionali
- Coppa di Spagna: 3

Athletic Bilbao: 1944, 1945, 1950